# Otto I, hertig av Schwaben och Bayern
Otto I av Bayern, född 954, död 982, var regerande hertig av Bayern från 976 till 982. 